# Adalbert de Magdeburg
Adalbert (n. 910 d.Hr., Lorena, Franța – d. 20 iunie 981 d.Hr., Zscherben⁠(d), Saxonia-Anhalt, Germania) a fost un misionar german, primul episcop al Diecezei de Magdeburg, cunoscut ca apostol al slavilor. 

## Viață
Adalbert s-a născut în anul 910, în Alsacia. De mic a devenit călugăr benedictin la abația Sfântul Maximinus din Trier, iar în anul 961 a fost hirotonit episcop.
Prințesa Olga a Kievului i-a cerut împăratului romano-german, Otto I să-i trimită misionari pentru a converti rușii păgâni la creștinismul latin. Unul din acești misionari a fost și Adalbert.
Misiunea în Rusia a fost un eșec, deoarece fiul prințesei Olga, Sviatoslav I, și-a detronat mama și a ocupat tronul, după care i-a ucis pe misionarii germani, singurul care a reușit să scape fiind Adalbert. După acest incident, în timpul domniei lui Vladimir I, fiul lui Sviatoslav, și sub influența spirituală a Constantinopolului, Rusia Kieveană a adoptat creștinismul bizantin.
Întors din Rusia, Adalbert a călătorit la Mainz, iar apoi a devenit abate la Weißenburg (azi Wissembourg, în Alsacia). Odată ajuns acolo, el a lucrat pentru a îmbunătăți educația călugărilor. În anul 968 a devenit arhiepiscop de Magdeburg.
Adalbert a mai purtat câteva misiuni în estul Germaniei și în vestul Poloniei. În timpul acestor misiuni a întemeiat numeroase episcopii, cum ar fi Naumburg, Meissen, Merseburg, Brandenburg, Havelberg și Poznań.
Adalbert a avut numeroși elevi, printre care și celebrul Adalbert de Praga. Adalbert de Magdeburg a murit în anul 981 și a fost canonizat în Biserica Catolică, fiind sărbătorit în ziua de 20 iunie.